# Nine Dead
Nine Dead es una película de terror dirigida por Chris Shadley y protagonizada por Melissa Joan Hart que se estrenó el 18 de septiembre de 2009 en los Estados Unidos y el 12 de octubre en Australia.

## Argumento
La comunicación es la clave para la supervivencia de nueve extraños que han sido secuestrados por un hombre armado y enmascarado. Cada diez minutos morirá uno de ellos hasta que se descubra la forma en que están todos conectados. ¿Cuál de los nueve vivirá y cuál morirá?

## Lanzamiento
El primer tráiler de la película fue liberado en Myspace el 17 de agosto de 2008, el cartel fue publicado en el sitio web oficial el 3 de marzo de 2009.
La película se estrenó en cines de Estados Unidos el 18 de septiembre de 2009, en el Reino Unido en noviembre y en Australia el 3 de octubre de 2009.
El primer anuncio tráiler de la película fue publicado en el sitio web oficial y dura menos de un minuto.

## Reparto
- Melissa Joan Hart ... Kelley Murphy
- John Terry ... Shooter
- Chip Bent ... Sully Fenton
- Lawrence Turner ... Coogan
- Edrick Browne ... Leon
- John Cates ... Christian Collingsworth
- Marc Macaulay ... Father Francis
- Lucille Soong ... Sra. Chan
- James C. Victor ... Eddie Vigoda
- William Lee Scott...Dean Jackson